# Động đất ngoài khơi Biển Tasman 2004
Động đất ngoài khơi Biển Tasman 2004 (tiếng Anh: 2004 Tasman Sea earthquake) là trận động đất xảy ra vào lúc 3:59 (theo giờ New Zealand), ngày 24 tháng 12 năm 2004. Trận động đất có cường độ 8.1 richter, tâm chấn độ sâu khoảng 10 km. Không có báo cáo thiệt hại nào xảy ra sau động đất.